# Basílica (cañón)

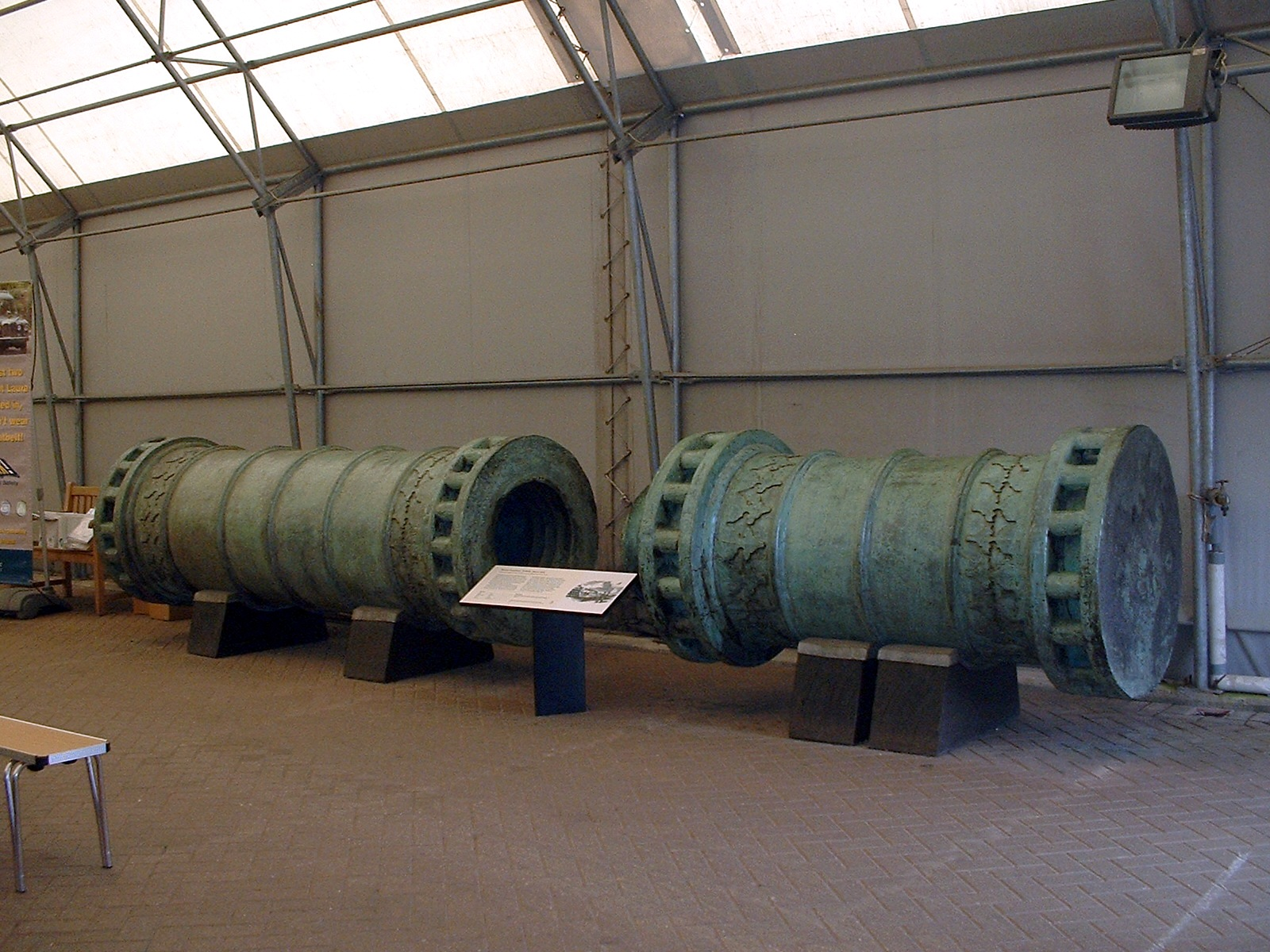
El Cañón de los Dardanelos es un cañón de gran tamaño similar que fue construido en 1464 por el ingeniero militar turco Munir Ali y que sigue el modelo de Orbán.

La Basílica, o el Cañón otomano era un cañón de gran calibre diseñado por Orbán, un ingeniero de cañones, Saruca Usta y el arquitecto Muslihiddin Usta en una época en que los cañones todavía eran nuevos. Se considera uno de los cañones más grandes jamás construidos.
El cañón se ofreció por primera vez a Constantino XI Paleólogo, quien lo rechazó debido al costo de su construcción. Más tarde se le ofreció al sultán otomano Mehmed II, quien ordenó que se construyera el cañón después de enterarse de que podía atravesar muros con un gran proyectil. Cuando se completó, el cañón fue utilizado por el ejército otomano durante la caída de Constantinopla y jugó un papel clave en el daño de las murallas de Constantinopla en 1453.
Orbán logró construir este cañón de tamaño gigante en tres meses en Adrianópolis. Debido a su tamaño, fue arrastrado por sesenta bueyes y 400 hombres hasta Constantinopla. La bala de cañón, que podía disparar a una distancia de una milla, pesaba 1200 libras (544.31 Kg) . Era horriblemente poderoso, y cuando disparó, causó daños masivos a las murallas de Constantinopla. El cañón también mató a algunos de sus operadores. Además, debido al material con el que estaba construido y al intenso calor creado por la carga después de cada disparo, tenía que empaparse en aceite tibio para evitar que el aire frío penetrara y agrandara las fisuras. El calor también impidió que se disparara más de tres veces al día. En última instancia, duró seis semanas antes de dejar de funcionar.
- Longitud: 7,32 m
- Diámetro: 76,2 cm
- Bola de cañón: 540 kg
- Alcance: 1,6 km